# Pre-Copa Paraguay 2022
La Pre-Copa Paraguay 2022 fue un conjunto de competiciones de fútbol organizadas por las distintas federaciones que forman parte de la Unión del Fútbol del Interior. Sirvió para clasificar a los representantes de cada uno de los departamentos de Paraguay en la primera fase de la Copa Paraguay 2022.

## I Departamento - Concepción

### Participantes
| Distrito   | Equipo          | Vía de clasificación                                |
| ---------- | --------------- | --------------------------------------------------- |
| Itacuá     | 12 de Junio     | Campeón de la Liga Itacueña del Norte 2021          |
| San Lázaro | 29 de Setiembre | Campeón de la Liga Vallemí de Fútbol 2021           |
| Concepción | General Garay   | Campeón de la Liga Concepcionera de Fútbol 2021     |
| Horqueta   | Libertad        | Campeón de la Liga Horqueteña de Fútbol 2021        |
| Yby Yaú    | Nacional        | Campeón de la Liga Yby-Yauense de Fútbol 2021       |
| Belén      | Santa Cecilia   | Campeón de la Liga Deportiva Beleana de Fútbol 2021 |

### Primera Fase
Llave 1
| Fecha         | Local         | Resultado | Visitante     |
| ------------- | ------------- | --------- | ------------- |
| 6 de febrero  | Santa Cecilia | 0-0       | General Garay |
| 13 de febrero | General Garay | 1-1       | Santa Cecilia |

Clasificado General Garay en tanda de penales (4-2)
Llave 2
| Fecha         | Local    | Resultado | Visitante |
| ------------- | -------- | --------- | --------- |
| 6 de febrero  | Libertad | 1-1       | Nacional  |
| 13 de febrero | Nacional | 1-1       | Libertad  |

Clasificado Nacional de Yby Yaú en tanda de penales (4-1)
Llave 3
| Fecha         | Local           | Resultado | Visitante       |
| ------------- | --------------- | --------- | --------------- |
| 6 de febrero  | 29 de Setiembre | 0-1       | 12 de Junio     |
| 13 de febrero | 12 de Junio     | 2-1       | 29 de Setiembre |

Clasificado 12 de Junio de Itacuá por un marcador global de 3-1

### Semifinal
| Equipo        | Pts. | PJ | PG | PE | PP | GF | GC | Dif. |
| ------------- | ---- | -- | -- | -- | -- | -- | -- | ---- |
| General Garay | 6    | 2  | 2  | 0  | 0  | 4  | 0  | +4   |
| Nacional      | 3    | 2  | 1  | 0  | 1  | 2  | 2  | 0    |
| 12 de Junio   | 0    | 2  | 0  | 0  | 2  | 1  | 5  | -4   |

| Fecha         | Local         | Resultado | Visitante     |
| ------------- | ------------- | --------- | ------------- |
| 20 de febrero | Nacional      | 0-1       | General Garay |
| 27 de febrero | 12 de Junio   | 1-2       | Nacional      |
| 6 de marzo    | General Garay | 3-0       | 12 de Junio   |

### Final
| Fecha       | Local         | Resultado | Visitante     |
| ----------- | ------------- | --------- | ------------- |
| 13 de marzo | Nacional      | 3-1       | General Garay |
| 20 de marzo | General Garay | 0-1       | Nacional      |

## II Departamento - San Pedro

### Participantes
| Distrito               | Equipo                | Vía de clasificación                                           |
| ---------------------- | --------------------- | -------------------------------------------------------------- |
| General Aquino         | 1° de Marzo           | Campeón de la Liga General Aquino de Fútbol 2021               |
| Itacurubí del Rosario  | 12 de Octubre         | Campeón de la Copa de Campeones de San Pedro 2020              |
| Capiibary              | 24 de Junio           | Campeón de la Liga Deportiva Capiibary 2021                    |
| Guayaibí               | 29 de Junio           | Subcampeón de la Copa de Campeones San Pedro 2020              |
| Santa Rosa del Aguaray | Atlético Santa Rosa   | Campeón de la Liga Santarroseña de Deportes 2021               |
| General Resquín        | Central Naranjito     | Campeón de la Liga Deportiva General Resquín 2021              |
| Liberación             | Guaraní Unidos        | Campeón de la Liga Social Cultural y Deportiva Liberación 2021 |
| Choré                  | Jhuguá Potí           | Campeón de la Liga Deportiva de Choré 2021                     |
| Nueva Germania         | Jóvenes Unidos        | Campeón de la Liga Germanina de Deportes 2021                  |
| Itacurubí del Rosario  | Mariscal Estibarribia | Campeón de la Liga Residenta de Fútbol 2021                    |
| Tacuatí                | Mariscal Estigarribia | Campeón de la Liga Tacuateña de Fútbol 2021                    |
| 25 de Diciembre        | Potrero Ybaté         | Campeón de la Liga Deportiva 25 de diciembre de 2021           |
| Guajayvi               | Raza Guaraní          | Campeón de la Liga Deportiva de Gujayví 2021                   |
|                        | Santa Isabel          | Invitado - Representante de la Comunidad Indígena              |
| Villa del Rosario      | Sol de Mayo           | Campeón de la Liga Rosarina de Deportes 2021                   |
| Yrybucuá               | Sport Nacional        | Campeón de la Liga Deportiva Yrybucuá 2021                     |
| Lima                   | Sport San Francisco   | Campeón de la Liga Aguaray de Fútbol 2021                      |

### Primera Fase
Llave 1
| Fecha         | Local       | Resultado | Visitante   |
| ------------- | ----------- | --------- | ----------- |
| 6 de febrero  | Sol de Mayo | 2-2       | 1° de Marzo |
| 10 de febrero | 1° de Marzo | 1-1       | Sol de Mayo |

Clasificado 1° de Marzo por regla del gol de visitante (2-1)
Llave 2
| Fecha         | Local                             | Resultado | Visitante                         |
| ------------- | --------------------------------- | --------- | --------------------------------- |
| 6 de febrero  | Mariscal Estigarribia (Itacurubí) | 2-2       | Potrero Ybaté                     |
| 10 de febrero | Potrero Ybaté                     | 1-0       | Mariscal Estigarribia (Itacurubí) |

Clasificado Potrero Ybaté por marcador global 3-2
Llave 3
| Fecha         | Local          | Resultado | Visitante      |
| ------------- | -------------- | --------- | -------------- |
| 6 de febrero  | 24 de Junio    | 0-1       | Sport Nacional |
| 10 de febrero | Sport Nacional | 1-2       | 24 de Junio    |

Clasificado 24 de Junio por regla del gol de visitante (2-1)
Llave 4
| Fecha         | Local        | Resultado | Visitante    |
| ------------- | ------------ | --------- | ------------ |
| 6 de febrero  | 29 de Junio  | 5-1       | Santa Isabel |
| 10 de febrero | Santa Isabel | 1-4       | 29 de Junio  |

Clasificado 29 de Junio por marcador global de 9-2
Llave 5
| Fecha         | Local          | Resultado | Visitante      |
| ------------- | -------------- | --------- | -------------- |
| 6 de febrero  | Raza Guaraní   | 2-2       | Guaraní Unidos |
| 10 de febrero | Guaraní Unidos | 1-0       | Raza Guaraní   |

Clasificado Guaraní Unidos por marcador global de 3-2
Llave 6
| Fecha         | Local             | Resultado | Visitante         |
| ------------- | ----------------- | --------- | ----------------- |
| 6 de febrero  | Jhuguá Potí       | 1-0       | Central Naranjito |
| 10 de febrero | Central Naranjito | 1-1       | Jhuguá Potí       |

Clasificado Jhuguá Potí por marcador global de 2-1
Llave 7
| Fecha         | Local               | Resultado | Visitante           |
| ------------- | ------------------- | --------- | ------------------- |
| 6 de febrero  | Sport San Francisco | 0-0       | Jóvenes Unidos      |
| 10 de febrero | Jóvenes Unidos      | 0-2       | Sport San Francisco |

Clasificado Sport San Francisco por marcador global de 2-0
Llave 8

Clasificado libre 12 de Octubre
Llave 9
| Fecha         | Local                           | Resultado | Visitante                       |
| ------------- | ------------------------------- | --------- | ------------------------------- |
| 6 de febrero  | Mariscal Estigarribia (Tacuatí) | 2-1       | Atlético Santa Rosa             |
| 10 de febrero | Atlético Santa Rosa             | 6-1       | Mariscal Estigarribia (Tacuatí) |

Clasificado Atlético Santa Rosa por marcador global de 7-3

### Tabla de perdedores
| Equipo                      | Pts. | PJ | PG | PE | PP | GF | GC | Dif. |
| --------------------------- | ---- | -- | -- | -- | -- | -- | -- | ---- |
| Sport Nacional              | 3    | 2  | 1  | 0  | 1  | 2  | 2  | 0    |
| Mariscal Estigarribia (T)   | 3    | 2  | 1  | 0  | 1  | 3  | 7  | -4   |
| Sol de Mayo                 | 2    | 2  | 0  | 2  | 0  | 3  | 3  | 0    |
| Mariscal Estigarribia (IdR) | 1    | 2  | 0  | 1  | 1  | 2  | 3  | -1   |
| Raza Guaraní                | 1    | 2  | 0  | 1  | 1  | 2  | 3  | -1   |
| Central Naranjito           | 1    | 2  | 0  | 1  | 1  | 1  | 2  | -1   |
| Jóvenes Unidos              | 1    | 2  | 0  | 1  | 1  | 0  | 2  | -2   |
| Santa Isabel                | 0    | 2  | 0  | 0  | 2  | 2  | 9  | -7   |

### Segunda Fase
Llave 1
| Fecha         | Local          | Resultado | Visitante      |
| ------------- | -------------- | --------- | -------------- |
| 13 de febrero | 1° de Marzo    | 4-1       | Sport Nacional |
| 17 de febrero | Sport Nacional | 0-0       | 1° de Marzo    |

Clasificado 1° de Marzo por marcador global de 4-1
Llave 2
| Fecha         | Local          | Resultado | Visitante      |
| ------------- | -------------- | --------- | -------------- |
| 13 de febrero | Potrero Ybaté  | 0-0       | 8 de Diciembre |
| 16 de febrero | 8 de Diciembre | 0-1       | Potrero Ybaté  |

Clasificado Potrero Ybaté por marcador global de 1-0